# The Endless
Pour les articles homonymes, voir Endless.
Pour plus de détails, voir Fiche technique et Distribution.
The Endless est un film américain réalisé par Justin Benson et Aaron Moorhead, sorti en 2017.

## Synopsis
Deux frères qui ont fui une secte retournent sur les lieux pour trouver des réponses. Une fois sur place, ils découvrent que les occupants des lieux n'ont pas vieilli.

## Fiche technique
- Titre : The Endless
- Réalisation : Justin Benson et Aaron Moorhead
- Scénario : Justin Benson
- Musique : Jimmy LaValle (en)
- Photographie : Aaron Moorhead
- Montage : Justin Benson, Michael Felker et Aaron Moorhead
- Production : Justin Benson, Thomas R. Burke, David Lawson Jr., Aaron Moorhead et Leal Naim
- Société de production : Snowfort Pictures, Pfaff & Pfaff Productions, Love & Death Productions et Rustic Films
- Pays :  États-Unis
- Genre : Drame, horreur, science-fiction et thriller
- Durée : 111 minutes
- Dates de sortie : 
  -  États-Unis : 21 avril 2017 (festival du film de Tribeca), 6 avril 2018

## Distribution
- Aaron Moorhead : Aaron
- Justin Benson (VF : Laurent Blanpain) : Justin
- Callie Hernandez : Anna
- Tate Ellington : Hal
- Shane Brady : Shane
- Lew Temple : Tim
- Kira Powell : Lizzy
- David Lawson Jr. : Dave
- James Jordan : « Shitty » Carl
- Emily Montague : Jennifer Danube
- Peter Cilella : Mike Danube
- Vinny Curran : Chris Daniels

## Accueil
Le film a reçu un accueil très favorable de la critique. Il obtient un score moyen de 80 % sur Metacritic.

## Distinctions

### Récompenses
- Festival international du film fantastique de Neuchâtel 2017 :
  - Prix du jury de la critique internationale
  - Prix Imaging The Future meilleur production design
- San Francisco Film Critics Circle 2018 :
  - Special Citation
- Frightening Ass Film Festival 2017 :
  - Prix du festival
- Festival international du film fantastique de Puchon 2017 :
  - Meilleur long métrage

### Nominations
- Festival du film de Sitges 2017 :
  - Meilleur film
- Festival international du film de Cleveland 2018 :
  - Meilleur long métrage indépendant américain
- AFI Fest 2017 :
  - American Independants
- Festival international du film fantastique de Neuchâtel 2017 :
  - Narcisse du meilleur film
- Festival du film de Tribeca 2017 :
  - Meilleur film américain
- Festival européen du film fantastique de Strasbourg 2017 :
  - Octopus d’or du meilleur long-métrage fantastique international
- Americana Film Fest 2018 :
  - Prix du public

## Univers
Le film s'inspire de l'univers de l'auteur H. P. Lovecraft.
À un point avancé du film, les personnages retrouvent les deux protagonistes du film Resolution (premier film du duo de réalisateurs) pris au piège dans une boucle temporelle de sept jours.